# Georg Fredrik Reutercrona
Georg Fredrik Reutercrona, född den 18 februari 1773 på Lyckås i Skärstads socken, Jönköpings län, död den 21 maj 1850 på Strö gård utanför Köping, var en svensk militär. Han var son till Erik Reutercrona och farfar till Axel Reutercrona.
Reutercrona blev underlöjtnant vid artilleriet i Göteborg 1781, löjtnant vid Svea artilleriregemente 1791 och kapten där 1794. Han blev överadjutant hos kungen och major i armén 1795 samt major och chef för Åbo läns rusthållsbataljon 1796. Reutercrona deltog som ättens representantant i riksdagen i Norrköping 1800. Han fick under kriget i Finland 1808 en blessyr i träffningen vid Ragvaldsby 1808. Reutercrona befordrades till överstelöjtnant i armén 1808 och till överste i armén 1810. Han blev överstelöjtnant vid Västgötadals regemente sistnämnda år och överste och chef för Södra skånska infanteriregementet 1812. Reutercrona tilldelades generalmajors namn, heder och värdighet 1816 och beviljades avsked 1818. Han blev riddare av Svärdsorden 1802.